# Стара Андріяшівка
Стара Андріяшівка (рос. Приозерное; рум. Andriașevca Veche) — село в Слободзейському районі в Молдові (Придністров'ї). Входить до складу Фрунзенської сільської ради.
Згідно з переписом населення 2004 року кількість українців — 6,7%.